# Tarkhun
Tarkhun (georgisk: ტარხუნა) er en georgisk kulsyreholdig sodavand, der er smagsat med estragon eller skovmærke. Den blev først brygget i Georgien i 1889 af en ung apoteker Mitrofan Lagidze i Kutaisi.
Tarkhun bliver markedsført overalt i Rusland som en alkoholfri forfriskning under navnet "Тархун", og fås i de fleste tidligere sovjetrepublikker. Blandt ingredienserne i tarkhun er vand, sukker, kulsyre og citronsyre, samt farver og smag.